# Kähnsdorf
Kähnsdorf è una frazione del comune tedesco di Seddiner See, nel Brandeburgo.

## Storia
Kähnsdorf fu nominata per la prima volta nel 1375.

Nel 1993 il comune di Kähnsdorf venne fuso con i comuni di Neuseddin e Seddin, formando il nuovo comune di Seddiner See.